# Aurangabad (Uttar Pradesh)
Aurangabad – miasto w północnych Indiach w stanie Uttar Pradesh, na Nizinie Hindustańskiej.
Populacja miasta w 2001 roku wynosiła 20 072 mieszkańców.